# Tricholochmaea spiraeophila
Tricholochmaea spiraeophila är en skalbaggsart som först beskrevs av Hatch in Hatch och Beller 1932.  Tricholochmaea spiraeophila ingår i släktet Tricholochmaea och familjen bladbaggar. Inga underarter finns listade i Catalogue of Life.